# Aurel Guga
Aurel Guga (n. 10 august 1898, Cuvin, Austro-Ungaria – d. 7 noiembrie 1936, Timișoara, România) a fost un fotbalist român, remarcat pentru activitatea sa la echipa U Cluj. A fost căpitanul echipei naționale de fotbal a României în primul meci oficial, 2-1 cu Iugoslavia. Era considerat de specialiștii vremii ca fiind unul dintre cele mai valoroase produse ale fotbalului românesc din toate timpurile.
Echipele de club la care a evoluat de-a lungul carierei sale sunt: Vulturii Lugoj, U Cluj, Gloria CFR Arad, UCAS Petroșani și Jiul Lupeni.
A murit în 1936 în urma unui accident rutier, vehiculul în care se afla derapând și căzând în râul Bega.

## Echipa națională
| #  | Dată               | Locație   | Gazdă         | Oaspete      | Scor | Goluri |
| -- | ------------------ | --------- | ------------- | ------------ | ---- | ------ |
| 1  | 8 iunie, 1922      | Belgrad   | Iugoslavia    | România      | 1-2  | 1      |
| 2  | 3 septembrie, 1922 | Cernăuți  | România       | Polonia      | 1-1  | -      |
| 3  | 1 iulie, 1923      | Cluj      | România       | Cehoslovacia | 0-6  | -      |
| 4  | 2 septembrie, 1923 | Lwow      | Polonia       | România      | 1-1  | 1      |
| 5  | 20 mai, 1924       | Viena     | Austria       | România      | 4-1  | -      |
| 6  | 27 mai, 1924       | Paris     | Țările de Jos | România      | 6-0  | -      |
| 7  | 31 mai, 1925       | Sofia     | Bulgaria      | România      | 2-4  | -      |
| 8  | 25 aprilie, 1926   | București | România       | Bulgaria     | 6-1  | 1      |
| 9  | 3 octombrie, 1926  | Zagreb    | Iugoslavia    | România      | 2-3  | 1      |
| 10 | 10 mai, 1927       | București | România       | Iugoslavia   | 0-3  | -      |
| 11 | 19 iulie, 1927     | București | România       | Polonia      | 3-3  | -      |
| 12 | 15 aprilie, 1928   | Arad      | România       | Turcia       | 4-2  | -      |

## Legături externe
- Aurel Guga la romaniansoccer.ro
- en Aurel Guga la Olympedia.org